# Africanfuturism: An Anthology
Africanfuturism: An Anthology est une anthologie gratuite de l'Africanfuturism éditée par l'auteur nigérian Wole Talabi (en). Il contient huit œuvres de fiction courte et une introduction écrite par celui-ci. Il a été publié par Brittle Paper en octobre 2020,,.   

## Historique
L'anthologie a été publiée à l'occasion du dixième anniversaire de Brittle Paper. Elle est téléchargeable gratuitement depuis le magazine littéraire en ligne. Celle-ci est la première anthologie qui « [...] s'engage directement dans l'idée de l'Africanfuturisme. ». Son nom a été inspiré par le sous-genre inventé par Nnedi Okorafor. 
« L'Africanfuturisme, se distingue de l'Afrofuturisme par le fait qu'il s'agit d'une science-fiction définie à partir d'une vision du monde qui n'est pas centrée sur les États-Unis : "La différence est que l'Africanfuturisme est spécifiquement et plus directement enraciné dans la culture, l'histoire, la mythologie et le point de vue africains et qu'il se ramifie ensuite dans la diaspora noire, et qu'il ne privilégie ni ne centre l'Occident. » écrit Nnedi Okorafor. 

## Contenu
L'anthologie se compose de huit œuvres originales de courtes fictions de style futurisme africain. Une réimpression de la définition de Nnedi Okorafor de celui-ci a été incluse.
Dans son introduction, Talabi exprime son intérêt pour la science-fiction, tout en notant que l'Afrique et les Africains sont rarement représentés dans des récits futuristes. Il souligne que l'afrofuturisme ne répond pas complètement à ses attentes et estime que cette approche sert maintenant de point de référence, offrant une meilleure compréhension de ce que de nombreux auteurs africains tentent d'accomplir lorsqu'ils explorent certains aspects de la science-fiction. Leur objectif n'est pas seulement de situer des histoires en Afrique ou issues de ce continent, mais également de traiter de l'Afrique en tant que sujet central de leurs récits futuristes.
- Egoli de TL Huchu
- Sunrise de Nnedi Okorafor
- Yat Madit de Dilman Dila
- Rainmaker de Mazi Nwonwu
- Behind Our Irises de Tlotlo Tsamaase
- Fort Kwame de Derek Lubangakene
- Fruit of the Calabash de Rafeeat Aliyu
- Lekki Lekki de Mame Bougouma Diène